# Novacerus spinosus
Novacerus spinosus är en urinsektsart som först beskrevs av John Tenison Salmon 1941.  Novacerus spinosus ingår i släktet Novacerus och familjen långhornshoppstjärtar. Inga underarter finns listade i Catalogue of Life.